# Poro (demo)
Poro (in greco antico: Πόρος?, Póros) era un demo dell'Attica. Non si sa con certezza dove fosse situato e, nonostante i tentativi di collocarlo nel Laurio o nella Metropisi, queste proposte non sono generalmente accettate.
Del demo si sa solo che ebbe delle demosiai, proprietà al di fuori del suo territorio, ma non si sa se questi terreni fossero direttamente dipendenti dal demo o dai suoi buleuti. Probabilmente l'economia di Poro poggiava sull'agricoltura.